# クリス・トーマス・キング
クリス・トーマス・キング (Chris Thomas King 1964年10月14日 - ) は、米国ルイジアナ州バトンルージュ出身のシンガー、ミュージシャン、俳優。父親はブルース・ギタリスト/シンガーのタビー・トーマス。トラディショナルなブルースから、ヒップホップ的なアプローチまで、幅広い音楽性を持つ。また、映画「オー・ブラザー!」に出演するなど、俳優としても活動している。

## 来歴
1964年、バトンルージュに生まれる。
小学校6年生のとき、トランペットを始め、その後間もなくギターも弾くようになった。
1986年、クリス・トーマス名義でアーフーリー・レコードより、アルバムThe Beginningでデビュー。ここでは、全ての楽器を彼自身が演奏した。
1997年のアルバムChris Thomas Kingからは、芸名としてクリス・トーマス・キングを名乗るようになる。
2000年 コーエン兄弟制作の映画「オー・ブラザー!」でブルースマンのトミー・ジョンソン役を演じる。これをきっかけに俳優としても活動するようになった。他に出演作品としてはレイ・チャールズの伝記映画「Ray/レイ」（2004年）、ヴィム・ヴェンダース監督の「ソウル・オブ・マン」（2003年）、スティーヴン・セガール、アイザック・ヘイズらと共演したサスペンス「雷神 RAIJIN」（2008年）などがある。
また、「オー・ブラザー!」への出演の翌年、戦前ブルースをテーマにした作品The Legend of Tommy Johnson, Act 1: Genesis 1900's-1990'sをリリースした。
2009年、アルバムHomeをリリースし、ジャパン・ブルース&ソウル・カーニバル出演のために初来日を果たした。2014年には、国際ジャズデイ大阪のコンサートに出演するために、再度来日している。

## ディスコグラフィー
- 1986年 The Beginning (Arhoolie) Chris Thomas名義
- 1990年 Cry of the Prophets (Sire) Chris Thomas名義
- 1993年 Simple (Hightone) Chris Thomas名義
- 1994年 21st Century Blues...From da 'Hood (Private Music/BMG) Chris Thomas名義
- 1996年 Chris Thomas King (21st Century Blues)
- 1997年 Chris Thomas King (Scotti Bros.)
- 1998年 Red Mud (Black Top)
- 2000年 Me, My Guitar and the Blues (Blind Pig)
- 2001年 The Legend of Tommy Johnson, Act 1: Genesis 1900's-1990's (Valley Entertainment)
- 2002年 Dirty South Hip Hop Blues (21st Century Blues)
- 2004年 Why My Guitar Screams & Moans (21st Century Blues)
- 2005年 Red Mud Sessions (21st Century Blues)
- 2006年 Rise (21st Century Blues)
- 2008年 Live on Beale Street (21st Century Blues)
- 2009年 Home (21st Century Blues)
- 2011年 Antebellum Postcards (21st Century Blues)
- 2012年 Bona Fide (21st Century Blues)
- 2017年 Hotel Voodoo (21st Century Blues)
- 2020年 ANGOLA (21st Century Blues)

## 出演映画作品
- 2000年   「オー・ブラザー! (O Brother, Where Art Thou?)」（トミー・ジョンソン役）
- 2003年 「ソウル・オブ・マン (The Soul of a Man) 」（ブラインド・ウィリー・ジョンソン役）
- 2004年   「Ray/レイ (Ray)」（ローウェル・フルソン役）
- 2004年   「ライトニング・イン・ア・ボトル (Lightning in a Bottle)」（本人）
- 2008年 「雷神-RAIJIN- (Kill Switch)」（ストーム・アンダーソン刑事役）